# Bucsa
Bucsa este un sat în districtul Szeghalm, județul Békés, Ungaria, având o populație de 2.445 de locuitori (2011). 

## Demografie
Componența etnică a satului Bucsa
     Maghiari (98,11%)
     Romi (1,64%)
     Germani (0,24%)
Componența confesională a satului Bucsa
     Fără religie (23,52%)
     Reformați (21,68%)
     Romano-catolici (15,21%)
     Necunoscută (38,57%)
     Alte religii (1,43%)
Conform recensământului din 2011, satul Bucsa avea 2.445 de locuitori. Din punct de vedere etnic, majoritatea locuitorilor (98,11%) erau maghiari, cu o minoritate de romi (1,64%). Nu există o religie majoritară, locuitorii fiind persoane fără religie (23,52%), reformați (21,68%) și romano-catolici (15,21%). Pentru 38,57% din locuitori nu este cunoscută apartenența confesională.